# Dasiops hastulatus
Dasiops hastulatus är en tvåvingeart som beskrevs av Mcalpine 1964. Dasiops hastulatus ingår i släktet Dasiops och familjen stjärtflugor. Inga underarter finns listade i Catalogue of Life.